# Sebastian Jakubiak
Sebastian Jakubiak (Lübeck, 21 juni 1993) is een Duits voetballer die doorgaans als middenvelder speelt. 

## Clubcarrière
Jakubiak speelde in de jeugd voor Hamburger SV en VfB Lübeck. Voor VfB Lübeck debuteerde hij op elf november 2011 in de Regionalliga Nord in de thuiswedstrijd tegen SV Wilhelmshaven (0-3) als invaller na 67 minuten voor Dominic Hartmann. Tussen 2013 en 2015 speelde Jakubiak in dezelfde competitie voor het tweede team van FC St. Pauli. Van 2015 tot 2017 speelde hij in de Regionalliga West voor SV Rödinghausen. Jakubiak ondertekende op 14 juli 2017 een tweejarig contract met een optie op nog een seizoen bij Heracles Almelo. Hij debuteerde op 3 december 2017 in de uitwedstrijd in de Eredivisie tegen Willem II als invaller na 86 minuten voor Jamiro Monteiro. Dertien seconden later zette Jakubiak de 3-1 eindstand op het scorebord. In mei 2018 raakte hij geblesseerd aan zijn knie en maakte pas in oktober 2019 zijn rentree voor Heracles. Medio 2020 ging Jakubiak naar 1. FC Magdeburg waarmee hij zijn eerste seizoen de Landespokal Sachsen-Anhalt won en in het seizoen 2021/22 kampioen werd in de 3. Liga. Hierna liep zijn contract af en in januari 2023 vond hij in het Bulgaarse Septemvri Sofia voor een half jaar een nieuwe club. Hierna zat hij wederom zonder club. Van januari tot juli 2024 speelde hij in Libanon voor Safa SC.